# All Aboard! Rosie's Family Cruise
All Aboard! Rosie's Family Cruise (¡Todos a bordo! El Crucero Familiar de Rosie)  es un documental norteamericano del 2006 que sigue a Rosie O'Donnell y a su familia junto con muchas otras en su primer crucero realizado específicamente para los padres LGBT y sus familias, el cual fue planeado y organizado por Rosie O'Donnell y su pareja Kelli O'Donnell. El crucero zarpó el 11 de julio de 2004, y el filme se estrenó el 6 de abril de 2006 por la cadena HBO. El filme fue lanzado en DVD el 13 de junio de 2006. La película fue nominada a tres premios Emmy.

## Argumento
Es el viaje inaugural de la compañía de viajes R Family Vacations, fundada por Rosie y Kelli O'Donnel y que se especializa en turismo LGBT. El crucero comienza en Nueva York el 11 de julio de 2004, y navegó a lo largo de la costa este de EE. UU., deteniéndose en Key West, Florida y luego en Nassau, Bahamas. 500 familias asistieron al crucero, incluyendo tanto a familias LGBT como a personas heterosexuales. En la película, la familia de Rosie y Kelli, junto con muchas otras son entrevistadas, incluyendo a la ex estrella de la NFL, el hawaiano Esera Tuaolo y a su pareja e hijos. La comediante Judy Gold también hace apariciones.
Cuando el barco se detiene en las Bahamas, los pasajeros se encuentran con protestas de algunos lugareños cristianos, aunque las entrevistas muestran que muchos lugareños no tenían ningún problema con las personas LGBT y no apoyaban la acción de los protestantes. A pesar de esto, el viaje continuó normalmente hasta el final.